# Théorie de l'absorbeur de Wheeler et Feynman
La théorie de l'absorbeur de Wheeler et Feynman (aussi appelé la théorie time-symmetric de Wheeler et Feynman) est une version de l'électrodynamique conçue sur l'idée que la solution des équations du champ électromagnétique doit être symétrique par rapport au  renversement du temps, tout comme les équations des champs eux-mêmes.
La motivation pour un tel choix est principalement due à l'importance de la symétrie par rapport au renversement du temps dans la physique. En effet, il n'y a pas de raison apparente pour laquelle une telle symétrie doit être brisée, et donc il ne devrait pas exister une direction privilégiée de la flèche du temps (pour les processus microscopiques). Ainsi, une théorie qui respecte cette symétrie peut être considérée comme plus élégante que les théories pour lesquelles on doit choisir arbitrairement une direction préférentielle du temps.
Une autre idée clé, qui rappelle le principe de Mach, provenant de Hugo Tetrode, est que les particules élémentaires agissent sur d'autres particules élémentaires et jamais sur elles-mêmes, ce qui supprime immédiatement le problème de la self énergie. Cette théorie est nommée d'après ses initiateurs, les physiciens Richard Feynman et John Wheeler.

## Le problème de la causalité
Le premier obstacle auquel on doit faire face, si on veut construire une théorie symétrique par rapport au temps, est le problème de la causalité. En général, les équations de Maxwell et l'équation d'onde pour les ondes électromagnétiques ont deux solutions possibles : une solution retardée (avec un délai) et une solution avancée (provenant de l'avenir). Cela signifie que si nous avons un émetteur ou un absorbeur électromagnétique qui engendre ou absorbe une onde à l'instant {\displaystyle t_{0}=0} et au point {\displaystyle x_{0}=0}, alors l'onde de la première solution (retardée) arrivera au point {\displaystyle x_{1}} à l'instant {\displaystyle t_{1}=x_{1}/c} après l'émission ou l'absorption (où {\displaystyle c} est la vitesse de la lumière), tandis que l'onde de la deuxième solution (avancée) arrivera à la même place à l'instant {\displaystyle t_{2}=x_{1}/c} avant l'émission ou l'absorption. Cette deuxième onde semble être clairement non physique car cela signifie que nous avons un modèle où nous avons pu voir l'effet d'un phénomène avant qu'il ne survienne, et cela est habituellement rejeté dans l'interprétation des ondes électromagnétiques.
Dans la théorie de l'absorbeur, l'onde retardée de l'émetteur vers l'absorbeur et l'onde avancée de l'absorbeur vers l'émetteur correspondent à la propagation habituelle et causale de l'énergie lumineuse (l'absorption est postérieure à l'émission), mais où l'autre direction (rétro-causale) n'est pas écartée.
Feynman et Wheeler ont dépassé cette difficulté d'une manière très simple. Si on considère tous les émetteurs présents dans notre univers, qui génèrent tous des ondes électromagnétiques d'une manière symétrique, le champ résultant est :
{\displaystyle E^{\mathrm {total} }(\mathbf {x} ,t)=\sum _{n}{\frac {E_{n}^{\mathrm {ret} }(\mathbf {x} ,t)+E_{n}^{\mathrm {av} }(\mathbf {x} ,t)}{2}}{\text{.}}}
Ensuite, si l'on considère que dans notre univers la relation suivante est vraie :
{\displaystyle E^{\mathrm {libre} }(\mathbf {x} ,t)=\sum _{n}{\frac {E_{n}^{\mathrm {ret} }(\mathbf {x} ,t)-E_{n}^{\mathrm {av} }(\mathbf {x} ,t)}{2}}=0{\text{,}}\ }
alors on est libre d'ajouter cette quantité nulle à la solution du champ total des équations de Maxwell (étant une solution de l'équation homogène de Maxwell) et on obtient :
{\displaystyle E^{\mathrm {total} }(\mathbf {x} ,t)=\sum _{n}{\frac {E_{n}^{\mathrm {ret} }(\mathbf {x} ,t)+E_{n}^{\mathrm {av} }(\mathbf {x} ,t)}{2}}+\sum _{n}{\frac {E_{n}^{\mathrm {ret} }(\mathbf {x} ,t)-E_{n}^{\mathrm {av} }(\mathbf {x} ,t)}{2}}=\sum _{n}E_{n}^{\mathrm {ret} }(\mathbf {x} ,t){\text{.}}}
De cette façon, le modèle ne voit que l'effet du champ retardé, et la causalité tient toujours. La présence de ce champ libre est liée à l'absorption par toutes les particules de l'univers du rayonnement émis par chaque particule. Néanmoins l'idée est assez simple, car le même phénomène est en jeu lorsqu'une onde électromagnétique est absorbée par un objet. Si on regarde le processus à l'échelle microscopique, on constate que l'absorption est due à la présence des champs électromagnétiques de tous les électrons qui réagissent à la perturbation externe et engendrent des champs qui l'annulent. La différence principale ici est que l'on permet à ce processus de se produire avec des ondes avancées.
Finalement, on peut avoir l'opinion que cette formulation n'est pas plus symétrique que la version habituelle car la direction du temps retardé semble toujours être privilégiée. Cependant, cela ne serait qu'une illusion puisqu'on peut toujours renverser le processus simplement en inversant les rôles d'émetteur et d'absorbeur. Ce qui apparait comme le « privilège » d'une direction particulière du temps est due uniquement au choix arbitraire de ce qui est l'émetteur et ce qui est l'absorbeur.
On peut aussi soustraire le champs libre au lieu de l'ajouter, le champs électromagnétique s'interprète alors comme le champs avancé.

## Résolution du problème de causalité
T.C. Scott et R.A. Moore ont démontré que l'a-causalité apparente causée par la présence des potentiels retardés de Liénard-Wiechert (généralisation relativiste des champs électromagnétiques) dans la formulation originale pouvait être entièrement éliminée en reformulant leur théorie dans un cadre électrodynamique pleinement relativiste en termes de potentiels retardés seulement et dépourvue des complications de l'aspect d'absorption de la théorie,. Si l'on considère le lagrangien agissant sur la particule 1 mis en mouvement par les champs de temps symétriques générés par la particule 2, nous avons :
{\displaystyle L_{1}=T_{1}-{\frac {1}{2}}\left((V_{R})_{1}^{2}+(V_{A})_{1}^{2}\right){\text{,}}}
où  {\displaystyle T_{i}} est la fonctionnelle de l'énergie cinétique relativiste de la particule  i, et, {\displaystyle (V_{R})_{j}^{i}} et {\displaystyle (V_{A})_{j}^{i}} sont respectivement les potentiels retardés et avancés de Liénard-Wiechert agissant sur la particule j par les champs électromagnétiques relativistes générés par la particule i.  Réciproquement, le lagrangien correspondant pour la particule 2 mis en mouvement par les champs de la particule 1 est :
{\displaystyle L_{2}=T_{2}-{\frac {1}{2}}\left((V_{R})_{2}^{1}+(V_{A})_{2}^{1}\right){\text{.}}}
Il se fait que la différence entre un potentiel retardé de la particule i agissant sur la particule j et le potentiel avancé de la particule j agissant sur la particule i est tout simplement une dérivée totale :
{\displaystyle {\frac {dF}{dt}}=(V_{R})_{j}^{i}-(V_{A})_{i}^{j},}
ou une « divergence » comme elle est ainsi appelée dans le calcul des variations, car elle ne contribue en rien aux équations d'Euler-Lagrange. Cette égalité fut initialement démontrée en mathématiques expérimentales, en particulier par l'usage du calcul formel et ensuite prouvé mathématiquement.  Ainsi, en ajoutant le montant juste de dérivées totales aux lagrangiens, les potentiels avancés peuvent être entièrement éliminés.  Le lagrangien pour le système de N corps est donc :
{\displaystyle L=\sum _{i=1}^{N}T_{i}-{\frac {1}{2}}\sum _{i\neq j}^{N}(V_{R})_{j}^{i},}
dans lequel les potentiels avancés ne font aucune apparence. De plus, la symétrie particule-particule est manifeste dans ce lagrangien. Pour {\displaystyle N=2} ce lagrangien va générer exactement les mêmes équations du mouvement de {\displaystyle L_{1}} et {\displaystyle L_{2}} et par conséquent l'aspect physique du problème est préservé.
Par conséquent, du point de vue d'un observateur extérieur qui observe la version relativiste du problème à n corps, tout est causal. Cependant, si nous voulons isoler les forces agissant sur un corps particulier, le potentiel avancé fait son apparition. Cette résolution du problème a un prix: le lagrangien de N corps dépend de toutes les dérivées de temps des courbes tracées par toutes les particules et par conséquent le lagrangien est d'ordre infini. Néanmoins, la symétrie dans l'échange de particules et les quantités de mouvement relativiste généralisées  totales (résultant de la définition d'un lagrangien d'ordre infini) sont conservées. La seule caractéristique qui peut paraître non-locale, c'est que le principe de Hamilton est appliqué à un système relativiste de particules dans son ensemble, mais c'est le maximum qu'on peut obtenir d'une théorie classique (non mécanique quantique).
Cependant, beaucoup de progrès ont été accomplis dans l'examen de la question non résolue d'obtenir une version quantique de la théorie,. Des solutions numériques pour le problème classique furent trouvées. À noter également que cette formulation recouvre le lagrangien de Darwin (en) à partir de laquelle l'équation de Breit (utilisée en chimie quantique relativiste) fut originellement dérivée, mais sans les termes dissipatifs. Cela garantit l'accord avec la théorie et l'expérimentation à l'exclusion du décalage de Lamb. De plus, Moore montre qu'un problème type initialement proposé par Feynman et Hibbs (en) est conciliable avec des lagrangiens d'ordre plus grand que 1, et possède des solutions de type chaotique. Un bonus important de cette approche est l'identification d'une loi de conservation de la quantité de mouvement généralisée totale dans le contexte du paradoxe EPR.

## Le problème de laself-énergieet de l'amortissement de radiation
La motivation pour trouver une interprétation différente des phénomènes électromagnétiques vient de la nécessité d'une description satisfaisante du processus de rayonnement électromagnétique. Le problème visé est le suivant : considérons une particule chargée qui se déplace d'une manière non uniforme (par exemple oscillante : {\displaystyle x(t)=x_{0}\cos(\omega t)}), on sait que cette particule rayonne, et ainsi perd de son énergie. L'écriture de l'équation de Newton de la particule nécessite un terme d'amortissement qui tient compte de cette perte d'énergie.
La première solution à ce problème est principalement due à Lorentz et a ensuite été étendue par Dirac. Lorentz a interprété cette perte en raison de la self-énergie retardée d'une telle particule avec son propre champ. Cette interprétation n'est cependant pas totalement satisfaisante car elle conduit à des divergences dans la théorie et a besoin d'une hypothèse sur la structure de répartition de la charge de la particule. Dirac avait généralisé la formule de Lorentz pour le facteur d'amortissement pour le rendre invariant de manière relativiste. Durant le développement de sa théorie, il a également suggéré une interprétation différente du facteur d'amortissement comme étant dû à des champs libres qui agissent sur la particule à sa position.
{\displaystyle E^{\mathrm {amortissement} }(\mathbf {x} _{j},t)={\frac {E_{j}^{\mathrm {ret} }(\mathbf {x} _{j},t)-E_{j}^{\mathrm {av} }(\mathbf {x} _{j},t)}{2}}.}
Le défaut principal de cette formulation est l'absence d'une justification physique de la présence de tels champs.
Donc, la théorie de l'absorbeur fut formulée comme une tentative pour corriger ce point. En utilisant la théorie de l'absorbeur, si nous supposons que chaque particule n'agit jamais sur elle-même et calculons le champ agissant sur la particule j à sa propre position (le point {\displaystyle x_{j}}), nous obtenons:
{\displaystyle E^{\mathrm {total} }(\mathbf {x} _{j},t)=\sum _{n\neq j}{\frac {E_{n}^{\mathrm {ret} }(\mathbf {x} _{j},t)+E_{n}^{\mathrm {av} }(\mathbf {x} _{j},t)}{2}}\ {\text{.}}}
Il est clair que si nous ajoutons maintenant à ces champs des champs libres :
{\displaystyle E^{\mathrm {libre} }(\mathbf {x} _{j},t)=\sum _{n}{\frac {E_{n}^{\mathrm {ret} }(\mathbf {x} _{j},t)-E_{n}^{\mathrm {av} }(\mathbf {x} _{j},t)}{2}}=0{\text{,}}}
nous obtenons :
{\displaystyle E^{\mathrm {total} }(\mathbf {x} _{j},t)=\sum _{n\neq j}{\frac {E_{n}^{\mathrm {ret} }(\mathbf {x} _{j},t)+E_{n}^{\mathrm {av} }(\mathbf {x} _{j},t)}{2}}+\sum _{n}{\frac {E_{n}^{\mathrm {ret} }(\mathbf {x} _{j},t)-E_{n}^{\mathrm {av} }(\mathbf {x} _{j},t)}{2}}{\text{,}}}
et donc :
{\displaystyle E^{\mathrm {total} }(\mathbf {x} _{j},t)=\sum _{n\neq j}E_{n}^{\mathrm {ret} }(\mathbf {x} _{j},t)+E^{\mathrm {amortissement} }(\mathbf {x} _{j},t){\text{.}}}
Cette interprétation permet d'éviter le problème de la divergence de la self-énergie d'une particule en donnant une interprétation raisonnable physique à l'équation de Dirac. Moore et Scott ont montré que la réaction de rayonnement peut être alternativement calculée en utilisant la notion selon laquelle, en moyenne, le moment dipolaire net est égal à zéro pour une collection de particules chargées, évitant ainsi les complications de la théorie de l'absorbeur.

## Conclusion
Cependant, cette expression des champs d'amortissement n'est pas exempte de problèmes, car si on l'écrit dans la limite non-relativiste cela donne :
{\displaystyle E^{\mathrm {amortissement} }(\mathbf {x} _{j},t)={\frac {e}{6\pi c^{3}}}{\frac {\mathrm {d} ^{3}}{\mathrm {d} t^{3}}}x{\text{,}}}
qui est la formule d'Abraham-Lorentz (ou la « force de réaction au rayonnement »). Puisque la dérivée troisième par rapport au temps (aussi appelé le « jerk » ou la « secousse ») apparaît ici,  position et vitesse initiales de la particule ne suffisent plus à résoudre l'équation. Une troisième condition est nécessaire et l'utilisation de l'accélération initiale pose problème. Ceci peut être résolu en observant que l'équation de mouvement de la particule doit être résolue avec les équations de Maxwell pour le champ généré par la particule elle-même. Ainsi, au lieu de donner l'accélération initiale, on peut donner le champ initial et l'état limite. Ceci restaure la cohérence de l'interprétation physique de la théorie.
Quelques autres difficultés peuvent surgir quand on essaie de résoudre l'équation et d'interpréter la solution. Il est généralement dit que les équations de Maxwell sont classiques et ne peuvent pas correctement prendre compte des phénomènes microscopiques tels que le comportement d'une particule ponctuelle où les effets de la mécanique quantique devraient apparaître. Cependant, avec la théorie de l'absorbeur, Wheeler et Feynman ont réussi à créer une approche cohérente au problème classique.
Quand ils avaient initialement formulé leur théorie, Wheeler et Feynman ont essayé d'éviter ce terme divergent.  Cependant, plus tard, Feynman est venu à déclarer que la self-énergie est nécessaire car elle tient compte correctement de l'effet quantique du décalage de Lamb. La théorie de Wheeler et Feynman est mentionnée dans le chapitre intitulé "Monster Minds" ("Esprits Monstres") dans l'autobiographique de Feynman Vous voulez rire, monsieur Feynman ! ainsi que dans le deuxième volume vol. II du cours de physique de Feynman. Elle a conduit à une approche de la mécanique quantique se servant d'un lagrangien et son action comme point de départ plutôt que d'un hamiltonien. Ceci mène aux intégrales de chemin de Feynman, avérées très utiles dans les premiers calculs de Feynman dans l'électrodynamique quantique et la théorie quantique des champs en général. Les deux champs retardés et avancés apparaissent respectivement comme propagateurs retardés et avancés ainsi que dans le propagateur de Feynman et celui de Dyson.